# Антиимпериализъм
Терминът антиимпериализъм се отнася до движения, които под една или друга форма се противопоставят на империализма.
Те са най-вече против завоевателните войни. Възниква в Съединените американски щати по време на Испано-американската война. През 1898 г. писателят Марк Твен след анексията на САЩ във Филипините основава Антиимпериалистическа лига на Съединените щати. Като самостоятелно политическо движение антиимпериализмът възниква в Европа в края на 19 век и в началото на 20 век.
През 1916 г. Ленин пише „Империализмът като висш стадий на капитализма“, с което изяснява основни положения на империализма и антиимпериализма. Че Гевара в своите творби говори за световна съпротива на империализма и необходимостта от неговото унищожаване.